# 2-га армія (Румунія)
2-га руму́нська а́рмія (рум. Armata 2 română) — загальновійськова армія Румунії періоду Першої та Другої світових війн.

## Історія

### Перша світова війна
2-га румунська армія була заснована 27 серпня 1916 року і взяла участь у загальному румунському наступі в Трансільванії восени 1916 року. Після невдачі наступу і внаслідок контратаки Центральних держав, що призвело до окупації більшої частини території країни, 2-га армія разом із залишками інших румунських військових частин була змушені відступити до регіону Молдова, єдиної території Румунського королівства, що не була окупована ворожими силами.
Взимку 1916—1917 років 2-га армія, серед інших підрозділів, пройшла процес реорганізації та модернізації, що проводила місія союзників по Антанті, на чолі з французьким генералом Анрі Бертело по відродженню виснажених та розгромлених румунських збройних сил.
Просування Центральних держав у напрямку Молдови перешкоджало погана погода та погана інфраструктура, і в результаті бойові дії відновилися лише влітку 1917 року. Розроблений план прорвати лінії німецьких військ фельдмаршала Августа фон Макензена, що вимагав подвійного наступу від 1-ї армії у секторі Немолоаси та 2-ї армії у секторі Мерешті. Хоча наступ Намолоаси було скасовано, атака 2-ї армії призвела до битви біля Мерешті, яка закінчилася перемогою румунів після створення прориву шириною 30 км і глибиною 20 км у фронті, після дев'яти днів боїв з 22 липня до 1 серпня.
6 серпня 1917 року німецький генерал-фельдмаршал фон Макензен розпочав чергову наступальну операцію, що призвело до битви біля Мерешешті; румунським військам 1-ї та 4-ї армії вдалося протистояти повторним атакам Німеччини до 8 вересня, коли обидві сторони вичерпали свої резерви. Перемога коштувала велику ціну: румуни втратили понад 27 000 людей, у тому числі 610 офіцерів; німці втратили 47 000 осіб. Девізом румунської армії під час битви було рум. «Pe aicea nu se trece» (укр. Ти не пройдеш). Одночасно німецькі та австро-угорські сили розпочали наступ у долині Ойтуз проти сил 2-ї армії. з 8 серпня по 20 серпня 1917 року тривала битва в долині Ойтуз, яка завершилася румунською стратегічною перемогою, оскільки австро-угорські сили не змогли пробитися в долину Тротуш.
1 червня 1918 року 2-га армія була розформована після того, як Румунія була змушена укласти Бухарестський договір з Центральними державами.

### Друга світова війна
За часів Другої світової війни 2-га румунська армія існувала стислий термін з 20 червня до 1 листопада 1940 року. Її командувачем був дивізійний генерал Ніколае Чуперке.

## Командування

### Командувачі
- дивізійний генерал Александру Авереску (рум. Alexandru Averescu) (15 серпня — 25 серпня 1916);
- дивізійний генерал Григоре Крейнічану (рум. Grigore Crăiniceanu) (25 серпня — 25 вересня 1916);
- дивізійний генерал Александру Авереску (25 вересня 1916 — 27 листопада 1917);
- дивізійний генерал Артур Вейтояну (рум. Arthur Văitoianu) (27 листопада 1917 — 1 червня 1918).